# Strawberry on the Shortcake
Strawberry on the Shortcake (ストロベリー・オンザ・ショートケーキ?, Sutoroberī on za Shōtokēki, in inglese "La fragola sulla torta") è un dorama invernale andato in onda per la TBS nel 2001, che mette in scena una drammatica storia d'amore che vede protagonisti Hideaki Takizawa e Kyōko Fukada.

## Trama
A partire da un preciso momento della sua vita, Manato (vittima di bullismo) ha deciso di ritirarsi dal mondo; non riesce più a comportarsi sinceramente col prossimo, gli sembra d'esser divenuto un autentico clown, che indossa una maschera che nasconde la sua vera identità nel più profondo della sua anima. In più i suoi genitori hanno divorziato e lui si sente solo e abbandonato da tutti, tanto da tentare perfino il suicidio.
Un giorno incontra una strana ragazza di nome Yui; ella, che trova la ripetitiva quotidianità della vita del tutto insopportabile, lo prende in giro con i suoi modi bruschi, ma onesti e sempre sinceri. Manato è ad un primo momento spaventato dalla schiettezza della giovane donna, ma al contempo se ne sente attratto.
I sentimenti del ragazzo per Yui son destinati a prendere una svolta del tutto improvvisa quando viene a sapere che lei in realtà non è altri che sua sorella, o meglio, sorellastra, in quanto il padre di lui ha sposato la madre di lei; inoltre non è corrisposto da Yui, la quale è innamorata del suo senpai, che a sua volta ha una relazione segreta con la professoressa. 

## Interpreti e personaggi
- Hideaki Takizawa - Manato Irie
- Kyōko Fukada - Yui Misawa
- Rina Uchiyama - Haruka Sawamura
- Yōsuke Kubozuka - Tetsuya Saeki
- Yuriko Ishida - Mariko Asami
- Nana Okada - Yurie Mizawa (la madre di Yui)
- Toshiyuki Nagashima - Kengo Irie (padre di Manato)
- Tomoka Hayashi
- Masatoshi Matsuo
- Mami Nakamura
- Doi Yoshio

## Temi musicali
- Opening theme: Chiquitita degli ABBA
- Ending theme: S.O.S. degli ABBA